# Prayers
Prayers è un brano del gruppo heavy metal statunitense In This Moment. È il primo singolo estratto dal loro album di debutto in studio, Beautiful Tragedy di Century Media Records.

## Il brano
La canzone appare sulla traccia # 7 della colonna sonora di The Hills Have Eyes 2 del 2007 ed è stata inclusa in un EP promozionale insieme a Daddy's Falling Angel, un'altra traccia dell'album, ed una b-side chiamata Have No Fear.

## Video musicale
Il gruppo è mostrato mentre suona in una vecchia cappella. Maria ha incontrato violentemente la sua faccia con una delle telecamere durante le riprese e si è rotta il naso. La direzione della band ha cercato di richiamare il video per far recuperare la cantante, ma lei ha insistito per terminare le riprese del video. Maria ha detto in un'intervista con MTV: "Mi sono letteralmente spaccata la testa durante le riprese, ho una grossa cicatrice sul viso, il dolly [telecamera] si è avvicinata un pò ed io stavo facendo headbanging, e ci siamo scontrati, e l'intero viso si aperto. C'era sangue dappertutto."

## Formazione
- Maria Brink – voce
- Chris Howorth – chitarra solista
- Blake Bunzel – chitarra ritmica
- Jesse Landry – basso
- Jeff Fabb – batteria